# Chiton heterodon
Chiton heterodon är en blötdjursart som först beskrevs av Henry Augustus Pilsbry 1893.  Chiton heterodon ingår i släktet Chiton och familjen Chitonidae. Inga underarter finns listade i Catalogue of Life.